# Нефтяник
Нефтя́ник (рос. Нефтяник) — селище у складі Сорокинського району Тюменської області, Росія.
Населення — 146 осіб (2010, 195 у 2002).
Національний склад станом на 2002 рік:
- росіяни — 79 %